# Conp(…)
Conp[…] war ein antiker römischer Toreut (Metallbildner), der wahrscheinlich in der zweiten Hälfte des 1. Jahrhunderts tätig war.
Conp[…] ist heute nur noch aufgrund eines unvollständig erhaltenen Signaturstempels auf einer Kasserolle aus Bronze bekannt. Diese wurde als Teil eines Depotfundes in Ribchester, Ribble Valley, England gefunden. Heute befindet sich das Stück im British Museum in London.

## Einzelbelege
1. ↑  Inventarnummer ?; Richard Petrovszky: Studien zu römischen Bronzegefäßen mit Meisterstempeln. Leidorf, Buch am Erlbach 1993, S. 253, Nr. C.30.01.

| Personendaten    | Personendaten                              |
| ---------------- | ------------------------------------------ |
| NAME             | Conp[…]                                    |
| KURZBESCHREIBUNG | antiker römischer Toreut                   |
| GEBURTSDATUM     | 1. Jahrhundert v. Chr. oder 1. Jahrhundert |
| STERBEDATUM      | 1. Jahrhundert oder 2. Jahrhundert         |